# أنطوان كالدويل
أنطوان كالدويل (بالإنجليزية: Antoine Caldwell)‏ هو لاعب كرة قدم أمريكية أمريكي، ولد في 19 أبريل 1986 في مونتغومري في الولايات المتحدة.

## وصلات خارجية
- أنطوان كالدويل على موقع مرجع كرة القدم المحترفة.كوم (الإنجليزية)